# The Blues Brothers (film)

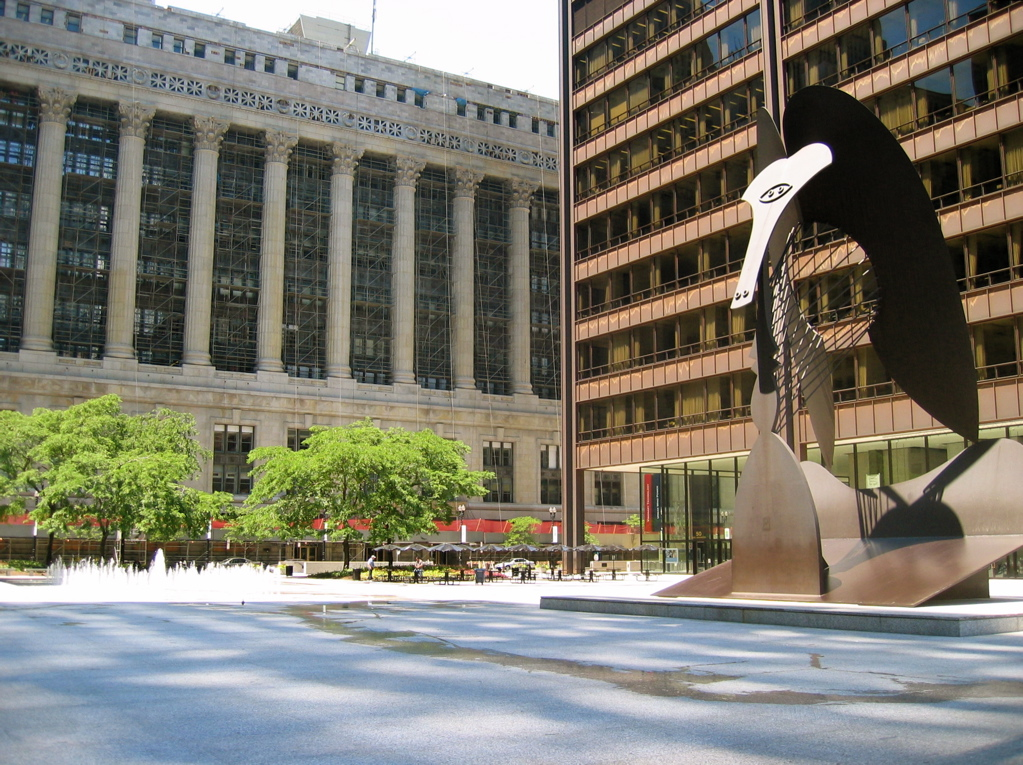
De film werd opgenomen in Chicago, onder andere bij het Richard J. Daley Center

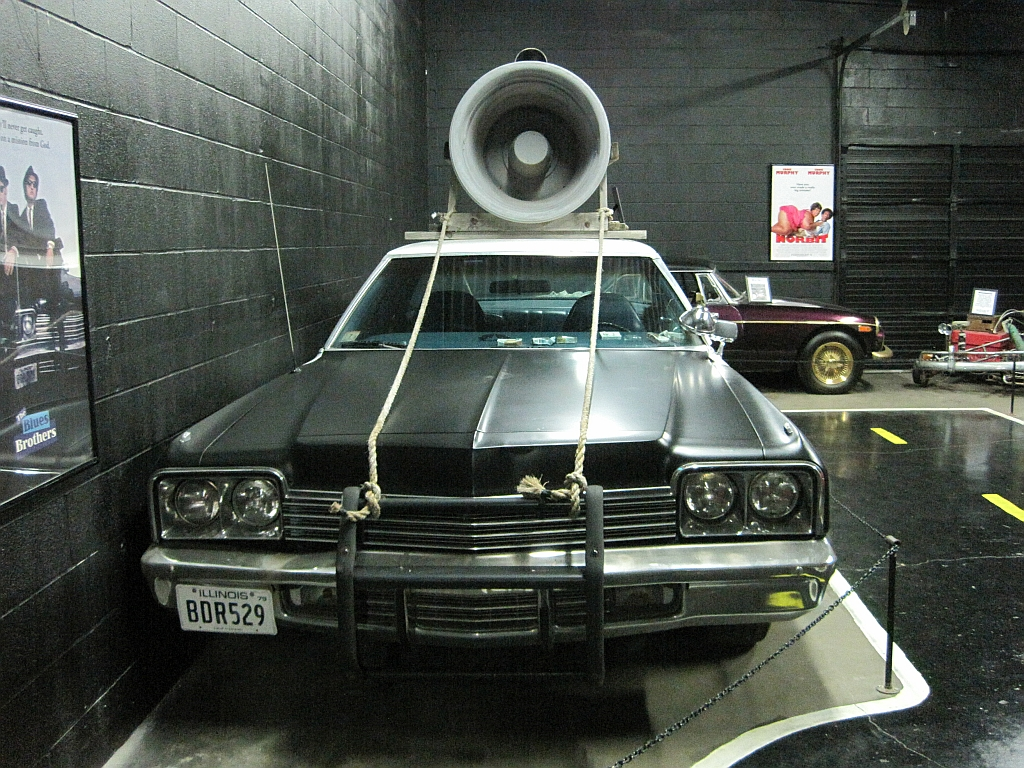
kopie van de auto waarmee Jake en Elwood rondrijden in de film

The Blues Brothers is een Amerikaanse film uit 1980 van John Landis. Dan Aykroyd en John Belushi, die met hun Blues Brothers-act faam hadden verworven in shows als Saturday Night Live, baseerden de film op deze personages.
De film is met zijn budget van 30 miljoen dollar een van de duurste films uit die periode.

## Verhaal
Als 'Joliet' Jake Blues uit de gevangenis wordt vrijgelaten, gaat hij met zijn broer Elwood naar het weeshuis waar zij beiden opgroeiden. Moeder Overste, de directrice van het weeshuis, zit echter met een aanslag van 5000 dollar achterstallige belasting die ze onmogelijk kan betalen. De staat dreigt nu het weeshuis te sluiten. Als Jake voorstelt het geld te stelen, wordt hij door Moeder Overste de trap afgeslagen. Jake besluit nu het geld eerlijk te verdienen.
Ze moeten echter wel snel zijn want de termijn waarbinnen het achterstallig bedrag moet worden betaald, is nog maar elf dagen. De Blues Brothers besluiten hun oude band weer te laten herleven. Dat valt echter niet mee, aangezien de meeste leden inmiddels andere, meer lucratieve baantjes hebben. Ook zit een oude vriendin van Jake de Blues Brothers achterna met machinegeweren en vlammenwerpers.
Uiteindelijk lukt het Jake en Elwood om de band bij elkaar te krijgen en doen ze enkele optredens, waaronder een vertolking van Rawhide in een country-and-westernclubhuis. Tijdens een slotoptreden krijgen ze een voorschot op een platencontract van een producent. Nu hebben de broers Blues voldoende geld om het weeshuis te redden. De tijd dringt echter en Chicago en het belastingkantoor zijn ver weg. Welgemoed gaan de broers op pad, met in hun kielzog de politie, een groep neonazi's, Jakes oude vriendin, het leger, de staatspolitie en een woedende country-and-westernband. Net op tijd weten ze het geld te overhandigen om vervolgens gearresteerd te worden. De film eindigt met een optreden in de gevangenis met het nummer Jailhouse Rock.

## Productie
De film viel op door het grote aantal sterren uit de wereld van blues en soul dat meespeelde, of in de film optrad. Sterren als Ray Charles, John Lee Hooker, Aretha Franklin, James Brown, Cab Calloway, Chaka Khan en Carrie Fisher verleenden hun medewerking. Ook andere beroemdheden deden mee aan de film. Zo speelt regisseur Steven Spielberg een piepklein rolletje als belastingontvanger op het einde van de film.
In de film wordt een overdekt winkelcentrum volledig vernield tijdens een van de vele achtervolgingen. Dit was in werkelijkheid een winkelcentrum dat op de nominatie stond om te worden afgebroken. Alle bezoekers van het centrum zijn stuntmensen. Na afloop van de opname was de afbraak al een flink eind op weg. De scène met de neerstortende auto van de neo-nazi's is op verschillende locaties en hoogtes geschoten. Zo lijkt het alsof de auto van een immense hoogte valt.
In de film wordt een bijzonder groot aantal politieauto's total loss gereden.
De filmmakers hebben 60 politiewagens gebruikt. Meer dan 40 stuntrijders werden ingehuurd. Tijdens het filmen was er een 24-uurs reparatiewerkplaats aanwezig.

## Acteurs
| Acteur           | Personage                                      |
| ---------------- | ---------------------------------------------- |
| John Belushi     | 'Joliet' Jake Blues                            |
| Dan Aykroyd      | Elwood Blues                                   |
| James Brown      | dominee Cleophus James                         |
| Cab Calloway     | Curtis                                         |
| Ray Charles      | Ray                                            |
| Aretha Franklin  | Mrs. Murphy                                    |
| Steve Cropper    | Steve 'the Colonel' Cropper                    |
| Donald Dunn      | Donald 'Duck' Dunn                             |
| Murphy Dunne     | Murph                                          |
| Willie Hall      | Willie 'Too Big' Hall                          |
| Alan Rubin       | Mr Fabulous                                    |
| Tom Malone       | Tom 'Bones' Malone                             |
| Lou Marini       | 'Blue Lou' Marini                              |
| Matt Murphy      | Matt 'Guitar' Murphy                           |
| John Candy       | Burton Mercer                                  |
| Kathleen Freeman | Zuster Mary Stigmata (the Penguin)             |
| Frank Oz         | Gevangenisbewaarder                            |
| Carrie Fisher    | de verloofde van Jake                          |
| Chaka Khan       | solozangeres in het kerkkoor                   |
| John Lee Hooker  | straatartiest                                  |
| Twiggy           | dame bij benzinestation (pick-up van Elwood)   |
| Joe Walsh        | gedetineerde (tijdens Jail House Rock)         |
| John Landis      | state trooper La Fong ("They broke my watch!") |
| Pinetop Perkins  | Luther Jackson                                 |
| Steven Spielberg | Gemeenteambtenaar ("And here's your receipt")  |
| Mr. T            | Is kort te zien als passant                    |

## Vervolg
In 1998 verscheen het vervolg op The Blues Brothers, Blues Brothers 2000 geheten. Hierin speelden veel van de artiesten die ook in de originele film hadden gespeeld.